# Suchdol u Kutné Hory

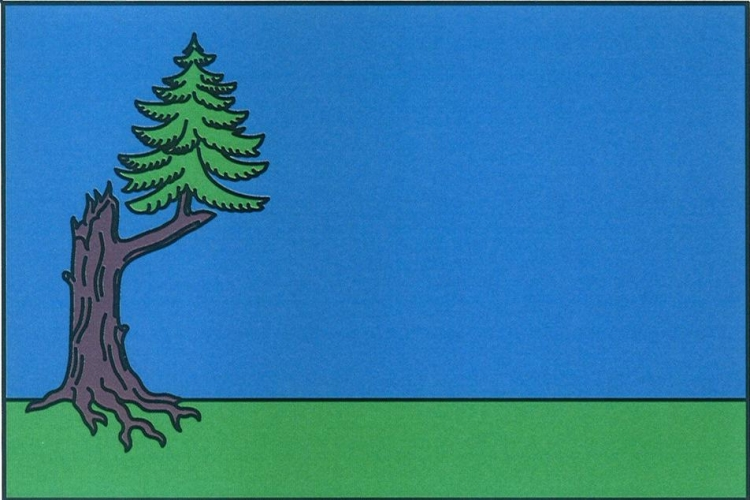
Flagge von Suchdol

Suchdol (deutsch Sukdol) ist eine Minderstadt im Okres Kutná Hora in der Region Mittelböhmen. Die Gemeinde Suchdol hat Stand 2023 etwa 1.136 Einwohner.

## Etymologie
Der Name leitet sich von suchý důl ab, was „trockenes Bergwerk“ bedeutet.

## Geographische Lage, Gemeindegliederung und Beschreibung
Suchdol liegt im oberen Sázava-Gebirge, etwa sieben Kilometer westlich von Kutná Hora bzw. Kuttenberg und 47 Kilometer östlich von Prag. Die östliche Nachbargemeinde ist Miskovice.
Zur Gemeinde gehören neben dem namensgebenden Dorf Suchdol auch die Dörfer Dobřeň (Dobrein), Malenovice (Malenowitz), Solopysky (Solopisk) und Vysoká (Wissoka). Der höchste Punkt der Gemeinde, der ca. 1,9 Kilometer südöstlich des Dorfes Suchdol liegende Hügel Vysoká, liegt 471 Meter über dem Meeresspiegel. Hier entspringt der Bach Polepka, der durch das Gemeindegebiet fließt.

### Nachbargemeinden
| Kořenice              | Ratboř                                      | Červené Pečky |
| Bečváry               | Kompassrose, die auf Nachbargemeinden zeigt | Miskovice     |
| Rašovice u Kutné Hory | Onomyšl Vidice u Kutné Hory                 | Malešov       |

## Geschichte
Die erste schriftliche Erwähnung von Suchdol stammt aus dem Jahr 1257. Im Jahr 1666 wurde Suchdol vom Adelsgeschlecht Sporck gekauft, später war es als Teil der Herrschaft Maleschau im Besitz der Grafen von Ostein und seit 1809 der Freiherren von Dalberg. Im Rahmen der wirtschaftlichen Neustrukturierungen wurde durch den Domänenverwalter Franz von Grebner 1832 eine der ersten Rübenzuckerfabriken Böhmens gegründet, die aber nicht lange bestand. Bevor es 1848 eine eigenständige Gemeinde wurde, gehörte Suchdol zu Malešov.

## Verkehrsanbindung
Durch die Gemeinde führt die Silnice I/2 von Prag nach Kutná Hora bzw. Kuttenberg.

## Bauwerke und Sehenswürdigkeiten
Ein architektonisches Wahrzeichen von Suchdol ist das Schloss Suchdol. Die ursprüngliche gotische Festung aus dem 14. Jahrhundert wurde im 16. Jahrhundert in die heutige Form eines Renaissanceschlosses umgebaut. Mitte des 18. Jahrhunderts erfolgten barocke Umbauten. Das Schloss ist mit Sgraffiti verziert. In der zweiten Hälfte des 20. Jahrhunderts diente das Gebäude als Schule und Bibliothek. Heute beherbergt es das Gemeindeamt. Die Kirche der Heiligen Margarete befindet sich neben dem Schloss. Der Bau erfolgte vermutlich um 1280. Der barocke Umbau erfolgte in den Jahren 1746–1747. In den Dörfern auf dem Gemeindegebiet gibt es drei weitere Kirchen: die Kirche Mariä Heimsuchung in Vysoká, die Kirche des Heiligen Wenzel in Dobřeň und die Kirche des Heiligen Bartholomäus in Solopysky.
Auf dem Vysoká-Hügel befindet sich eine Ruine der Kapelle des Heiligen Johannes des Täufers, die heute „Belveder“ genannt wird. Sie wurde von Franz Anton von Sporck gegründet und 1695–1697 erbaut, wurde jedoch 1834 nach einem Blitzeinschlag durch einen Brand zerstört. Neben der Kapelle befindet sich ein 40 m hoher Telekommunikationsturm, der auch als Aussichtsturm Touristen zugänglich ist.
Im Dorf Suchdol befindet sich außerdem ein historischer Getreidespeicher.

## Persönlichkeiten
- František Kmoch (1848–1912), Komponist und Dirigent; lebte und arbeitete hier zwischen 1869 und 1873 als Lehrer.